# Павловка (Житомирская область)
Павловка (укр. Павлівка) — село на Украине, находится в Пулинском районе Житомирской области.
Код КОАТУУ — 1825484101. Население по переписи 2015 года составляет 329 человек. Почтовый индекс — 12054. Телефонный код — 4131. Занимает площадь 1,594 км².

## Адрес местного совета
12054, Житомирская область, Пулинский р-н, с. Павловка, ул. Пушкина, 10